# Dorothy Peterson
Dorothy Peterson (Hector, Estados Unidos, 25 de diciembre de 1897 - Nueva York, Estados Unidos, 3 de octubre de 1979) fue una actriz estadounidense. Actuó en un total de 83 películas, además de participar en varias producciones televisivas, todo ello entre 1930 y 1964. Estuvo casada con el actor Guinn Williams.

## Filmografía (parcial)
| - Way Back Home (1931) - Amor prohibido (1932) - El monstruo de la ciudad (1932) - Business and Pleasure (1932) - So Big! (1932) - Night World (1932) - Life Begins (1932) - Esclavos de la tierra (The Cabin in the Cotton, 1932) - Payment Deferred (1932) - Call Her Savage (1932) - Por el mal camino (1933) - No soy ningún ángel (1933) | - La isla del tesoro (1934) - Confession (1937) - Amarga victoria (1939) - Demasiados maridos (1940) - Lillian Russell (1940) - Dueña de su destino (1941) - Sabotaje (1942) - This Is the Army (1943) - El Señor Skeffington (1944) - La mujer del cuadro (1944) - Amor sublime (1946) - That Hagen Girl (1947) |